# Ranohira
Ranohira är en ort och kommun på Madagaskar. Den tillhör distriktet Ihosy, en del av regionen Ihorombe i provinsen Fianarantsoa. Antalet invånare i kommunen uppskattades år 2001 vara omkring 6 000. 
I staden finns skolor upp till vad som närmast kan jämföras med svenska gymnasieskolor, och industriell gruvdrift. Omkring 85 procent av befolkningen i kommunen är bönder. De viktigaste grödorna är ris, jordnötter och maniok. Omkring 5 procent av befolkningen är anställd inom tjänstesektorn, medan den resterande delen av befolkningen livnär sig på boskapsuppfödning.